# Бутейки
Бу́тейки — село в Україні, у Сарненській міській громаді Сарненського району Рівненської області. У селі налічується 191 двір і проживає понад 700 осіб.

## Географія
Селом протікає річка Мельниця. На південний захід від села розташовані заповідні урочища «Дубовий Гай» і «Вікові соснові насадження».

## Історія
У 1906 році село Степанської волості Рівненського повіту Волинської губернії. Відстань від повітового міста 78 верст, від волості 8. Дворів 22, мешканців 213.
Під селом Бутейки в квітні 1943 року сталося перше велике зіткненням між об'єднаними польсько-радянськими та українськими військами.
Відповідно до Розпорядження Кабінету Міністрів України від 12 червня 2020 року № 722-р «Про визначення адміністративних центрів та затвердження територій територіальних громад Рівненської області» увійшло до складу Сарненської міської громади.

## Населення
За переписом населення 2001 року в селі мешкали 692 особи.

### Мова
Розподіл населення за рідною мовою за даними перепису 2001 року:
| Мова       | Відсоток |
| ---------- | -------- |
| українська | 99,58 %  |
| білоруська | 0,14 %   |
| російська  | 0,14 %   |
| угорська   | 0,14 %   |

## Символіка
Герб Бутейок має форму круга, що символізує Землю. Поряд із природою рідного краю — колоски пшениці — символ життя, достатку людей, їх гостинності й доброзичливості. А дуб — прикраса навколишніх лісів, символ могутності роду, стабільності, відданості традиціям. Український рушник — оберіг оселі, чистоти й вірності, ознака великої любові та незрадливості рідній Україні.
Прапор — прямокутне полотнище трьох кольорів (синього, жовтого та зеленого) однакової ширини. Вони символізують багатство рідного краю, достаток, мир і спокій, душевну чистоту, надії людей на краще життя.
У гімні вилилася вся любов і захоплення селом. Автором його слів є земляк бутейківців Ростислав Давидюк.

## Інфраструктура
У селі функціонують загальноосвітня школа І-ІІ ступенів, дитячий садочок «Дзвіночок», будинок культури, фельдшерсько-акушерський пункт, торгові заклади.

## Відомі люди
- Іван Макаренко — срібний призер чемпіонату світу з гирьового спорту серед чоловіків (Греція, 2013 р.)